# Nubecularia
Nubecularia es un género de foraminífero bentónico de la subfamilia Nubeculariinae, de la familia Nubeculariidae, de la superfamilia Cornuspiroidea, del suborden Miliolina y del orden Miliolida. Su especie tipo es Nubecularia lucifuga. Su rango cronoestratigráfico abarca desde el Jurásico hasta la Actualidad.

## Discusión
Clasificaciones más recientes incluyen Nubecularia en la superfamilia Nubecularioidea.

## Clasificación
Se han descrito numerosas especies de Nubecularia. Entre las especies más interesantes o más conocidas destacan:
- Nubecularia lucifuga

Un listado completo de las especies descritas en el género Nubecularia puede verse en el siguiente anexo.